# Élections municipales de 2014 en Lozère
Les élections municipales en Lozère se sont déroulées les 23 et 30 mars 2014.

## Maires sortants et maires élus
Le scrutin est marqué par une stabilité complète. La gauche conserve Mende et la droite Marvejols. 
| Commune                   | Population | Maire sortant      | Parti | Parti | Maire élu               | Parti | Parti |
| ------------------------- | ---------- | ------------------ | ----- | ----- | ----------------------- | ----- | ----- |
| Aumont-Aubrac             | 1 104      | Alain Astruc       |       | DVD   | Alain Astruc            |       | DVD   |
| Chanac                    | 1 421      | Philippe Rochoux   |       | MoDem | Philippe Rochoux        |       | MoDem |
| Chirac                    | 1 161      | Henri Boyer        |       | DVG   | Henri Boyer             |       | DVG   |
| Florac                    | 1 963      | Daniel Velay       |       | PCF   | Christian Huguet        |       | PCF   |
| La Canourgue              | 2 119      | Jacques Blanc      |       | UMP   | Jacques Blanc           |       | UMP   |
| Langogne                  | 2 969      | Guy Malaval        |       | PS    | Guy Malaval             |       | PS    |
| Marvejols                 | 4 992      | Jean Roujon        |       | UMP   | Jean-Francois Deloustal |       | UMP   |
| Mende                     | 12 163     | Alain Bertrand     |       | PS    | Alain Bertrand          |       | PS    |
| Montrodat                 | 1 191      | Rémi André         |       | DVG   | Rémi André              |       | DVG   |
| Saint-Alban-sur-Limagnole | 1 500      | Jean-Paul Bonhomme |       | UMP   | Jean-Paul Bonhomme      |       | UMP   |
| Saint-Chély-d'Apcher      | 4 255      | Pierre Lafont      |       | DVD   | Pierre Lafont           |       | DVD   |

### Résultats en nombre de maires
| Partis       | Partis                            | Maires sortants | Maires élus | Évolution     |
| ------------ | --------------------------------- | --------------- | ----------- | ------------- |
|              | Union pour un mouvement populaire | 3               | 3           | en stagnation |
|              | Divers droite                     | 2               | 2           | en stagnation |
|              | MoDem                             | 1               | 1           | en stagnation |
| Total droite | Total droite                      | 6               | 6           | en stagnation |
|              | Parti socialiste                  | 2               | 2           | en stagnation |
|              | Divers gauche                     | 2               | 2           | en stagnation |
|              | Parti communiste français         | 1               | 1           | en stagnation |
| Total gauche | Total gauche                      | 5               | 5           | en stagnation |
| Total        | Total                             | 11              | 11          | en stagnation |

## Résultats dans les communes de plus de1 000 habitants

### Aumont-Aubrac
- Maire sortant : Alain Astruc (DVD)
- 15 sièges à pourvoir au conseil municipal (population légale 2011 : 1 104 habitants)
- 6 sièges à pourvoir au conseil communautaire (CC de la Terre de Peyre)

|                          | Alain Astruc * | DVD            | 541 | 100,00 | 15 | 6 |  |  |
|                          |                |                |     |        |    |   |  |  |
| Inscrits                 | Inscrits       | Inscrits       | 886 | 100,00 |    |   |  |  |
| Abstentions              | Abstentions    | Abstentions    | 186 | 20,99  |    |   |  |  |
| Votants                  | Votants        | Votants        | 700 | 79,01  |    |   |  |  |
| Blancs et nuls           | Blancs et nuls | Blancs et nuls | 159 | 22,71  |    |   |  |  |
| Exprimés                 | Exprimés       | Exprimés       | 541 | 77,29  |    |   |  |  |
| * Liste du maire sortant |                |                |     |        |    |   |  |  |

### Chanac
- Maire sortant : Philippe Rochoux (MoDem)
- 15 sièges à pourvoir au conseil municipal (population légale 2011 : 1 421 habitants)
- 8 sièges à pourvoir au conseil communautaire (CC Aubrac Lot Causses Tarn)

|                          | Philippe Rochoux * | MoDem          | 565   | 70,80  | 13 | 7 |  |  |
|                          | Manuel Martinez    | DVG            | 233   | 29,19  | 2  | 1 |  |  |
|                          |                    |                |       |        |    |   |  |  |
| Inscrits                 | Inscrits           | Inscrits       | 1 062 | 100,00 |    |   |  |  |
| Abstentions              | Abstentions        | Abstentions    | 202   | 19,02  |    |   |  |  |
| Votants                  | Votants            | Votants        | 860   | 80,98  |    |   |  |  |
| Blancs et nuls           | Blancs et nuls     | Blancs et nuls | 62    | 7,21   |    |   |  |  |
| Exprimés                 | Exprimés           | Exprimés       | 798   | 92,79  |    |   |  |  |
| * Liste du maire sortant |                    |                |       |        |    |   |  |  |

### Chirac
- Maire sortant : Henri Boyer (DVG)
- 15 sièges à pourvoir au conseil municipal (population légale 2011 : 1 161 habitants)
- 4 sièges à pourvoir au conseil communautaire (CC du Gévaudan)

|                          | Henri Boyer *     | DVG            | 423 | 65,47  | 13 | 3 |  |  |
|                          | Françoise Espanol | DVD            | 223 | 34,52  | 2  | 1 |  |  |
|                          |                   |                |     |        |    |   |  |  |
| Inscrits                 | Inscrits          | Inscrits       | 754 | 100,00 |    |   |  |  |
| Abstentions              | Abstentions       | Abstentions    | 73  | 9,68   |    |   |  |  |
| Votants                  | Votants           | Votants        | 681 | 90,32  |    |   |  |  |
| Blancs et nuls           | Blancs et nuls    | Blancs et nuls | 35  | 5,14   |    |   |  |  |
| Exprimés                 | Exprimés          | Exprimés       | 646 | 94,86  |    |   |  |  |
| * Liste du maire sortant |                   |                |     |        |    |   |  |  |

### Florac
- Maire sortant : Daniel Velay (PCF)
- 19 sièges à pourvoir au conseil municipal (population légale 2011 : 1 963 habitants)
- 8 sièges à pourvoir au conseil communautaire (CC Florac - Sud Lozère)

|                | Christian Huguet | PCF            | 611   | 60,85  | 16 | 7 |  |  |
|                | Robert Chauvin   | PS             | 393   | 39,14  | 3  | 1 |  |  |
|                |                  |                |       |        |    |   |  |  |
| Inscrits       | Inscrits         | Inscrits       | 1 299 | 100,00 |    |   |  |  |
| Abstentions    | Abstentions      | Abstentions    | 235   | 18,09  |    |   |  |  |
| Votants        | Votants          | Votants        | 1 064 | 81,91  |    |   |  |  |
| Blancs et nuls | Blancs et nuls   | Blancs et nuls | 60    | 5,64   |    |   |  |  |
| Exprimés       | Exprimés         | Exprimés       | 1 004 | 94,36  |    |   |  |  |

### La Canourgue
- Maire sortant : Jacques Blanc (UMP)
- 19 sièges à pourvoir au conseil municipal (population légale 2011 : 2 119 habitants)
- 10 sièges à pourvoir au conseil communautaire (CC Aubrac Lot Causses Tarn)

|                          | Jacques Blanc * | UMP            | 772   | 65,09  | 16 | 8 |  |  |
|                          | Pascal Poquet   | DVG            | 414   | 34,90  | 3  | 2 |  |  |
|                          |                 |                |       |        |    |   |  |  |
| Inscrits                 | Inscrits        | Inscrits       | 1 484 | 100,00 |    |   |  |  |
| Abstentions              | Abstentions     | Abstentions    | 253   | 17,05  |    |   |  |  |
| Votants                  | Votants         | Votants        | 1 231 | 82,95  |    |   |  |  |
| Blancs et nuls           | Blancs et nuls  | Blancs et nuls | 45    | 3,66   |    |   |  |  |
| Exprimés                 | Exprimés        | Exprimés       | 1 186 | 96,34  |    |   |  |  |
| * Liste du maire sortant |                 |                |       |        |    |   |  |  |

### Langogne
- Maire sortant : Guy Malaval (PS)
- 23 sièges à pourvoir au conseil municipal (population légale 2011 : 2 969 habitants)
- 8 sièges à pourvoir au conseil communautaire (CC du Haut Allier)

|                          | Guy Malaval *      | PS             | 1 055 | 68,95  | 20 | 7 |  |  |
|                          | Dominique Chopinet | DVD            | 475   | 31,04  | 3  | 1 |  |  |
|                          |                    |                |       |        |    |   |  |  |
| Inscrits                 | Inscrits           | Inscrits       | 2 321 | 100,00 |    |   |  |  |
| Abstentions              | Abstentions        | Abstentions    | 683   | 29,43  |    |   |  |  |
| Votants                  | Votants            | Votants        | 1 638 | 70,57  |    |   |  |  |
| Blancs et nuls           | Blancs et nuls     | Blancs et nuls | 108   | 6,59   |    |   |  |  |
| Exprimés                 | Exprimés           | Exprimés       | 1 530 | 93,41  |    |   |  |  |
| * Liste du maire sortant |                    |                |       |        |    |   |  |  |

### Marvejols
- Maire sortant : Jean Roujon (UMP)
- 27 sièges à pourvoir au conseil municipal (population légale 2011 : 4 992 habitants)
- 8 sièges à pourvoir au conseil communautaire (CC du Gévaudan)

|                | Jean-Francois Deloustal | UMP            | 1 389 | 59,66  | 22 | 6 |  |  |
|                | Jean-Paul Chedanne      | DVG            | 939   | 40,33  | 5  | 2 |  |  |
|                |                         |                |       |        |    |   |  |  |
| Inscrits       | Inscrits                | Inscrits       | 3 395 | 100,00 |    |   |  |  |
| Abstentions    | Abstentions             | Abstentions    | 877   | 25,83  |    |   |  |  |
| Votants        | Votants                 | Votants        | 2 518 | 74,17  |    |   |  |  |
| Blancs et nuls | Blancs et nuls          | Blancs et nuls | 190   | 7,55   |    |   |  |  |
| Exprimés       | Exprimés                | Exprimés       | 2 328 | 92,45  |    |   |  |  |

### Mende
- Maire sortant : Alain Bertrand (PS)
- 33 sièges à pourvoir au conseil municipal (population légale 2011 : 12 163 habitants)
- 10 sièges à pourvoir au conseil communautaire (CC Cœur de Lozère)

| Tête de liste            | Tête de liste    | Liste          | Premier tour | Premier tour | Second tour | Second tour | Sièges | Sièges |
| Tête de liste            | Tête de liste    | Liste          | Voix         | %            | Voix        | %           | CM     | CC     |
| ------------------------ | ---------------- | -------------- | ------------ | ------------ | ----------- | ----------- | ------ | ------ |
|                          | Alain Bertrand * | DVG            | 2 508        | 47,89        | 2 875       | 52,65       | 25     | 8      |
|                          | Ginette Brunel   | DVD            | 2 289        | 43,71        | 2 585       | 47,34       | 8      | 2      |
|                          | Patrick Alloux   | PCF            | 439          | 8,38         |             |             |        |        |
|                          |                  |                |              |              |             |             |        |        |
| Inscrits                 | Inscrits         | Inscrits       | 7 714        | 100,00       | 7 715       | 100,00      |        |        |
| Abstentions              | Abstentions      | Abstentions    | 2 246        | 29,12        | 2 010       | 26,05       |        |        |
| Votants                  | Votants          | Votants        | 5 468        | 70,88        | 5 705       | 73,95       |        |        |
| Blancs et nuls           | Blancs et nuls   | Blancs et nuls | 232          | 4,24         | 245         | 4,29        |        |        |
| Exprimés                 | Exprimés         | Exprimés       | 5 236        | 95,76        | 5 460       | 95,71       |        |        |
| * Liste du maire sortant |                  |                |              |              |             |             |        |        |

### Montrodat
- Maire sortant : Rémi André (DVG)
- 15 sièges à pourvoir au conseil municipal (population légale 2011 : 1 191 habitants)
- 4 sièges à pourvoir au conseil communautaire (CC du Gévaudan)

|                          | Rémi André *   | DVG            | 461 | 100,00 | 15 | 4 |  |  |
|                          |                |                |     |        |    |   |  |  |
| Inscrits                 | Inscrits       | Inscrits       | 785 | 100,00 |    |   |  |  |
| Abstentions              | Abstentions    | Abstentions    | 203 | 25,86  |    |   |  |  |
| Votants                  | Votants        | Votants        | 582 | 74,14  |    |   |  |  |
| Blancs et nuls           | Blancs et nuls | Blancs et nuls | 121 | 20,79  |    |   |  |  |
| Exprimés                 | Exprimés       | Exprimés       | 461 | 79,21  |    |   |  |  |
| * Liste du maire sortant |                |                |     |        |    |   |  |  |

### Saint-Alban-sur-Limagnole
- Maire sortant : Jean-Paul Bonhomme (UMP)
- 19 sièges à pourvoir au conseil municipal (population légale 2011 : 1 500 habitants)
- 9 sièges à pourvoir au conseil communautaire (CC des Terres d'Apcher-Margeride-Aubrac)

|                          | Jean-Paul Bonhomme * | UMP            | 548   | 57,26  | 15 | 7 |  |  |
|                          | Josette Boulet       | DVG            | 409   | 42,73  | 4  | 2 |  |  |
|                          |                      |                |       |        |    |   |  |  |
| Inscrits                 | Inscrits             | Inscrits       | 1 205 | 100,00 |    |   |  |  |
| Abstentions              | Abstentions          | Abstentions    | 199   | 16,51  |    |   |  |  |
| Votants                  | Votants              | Votants        | 1 006 | 83,49  |    |   |  |  |
| Blancs et nuls           | Blancs et nuls       | Blancs et nuls | 49    | 4,87   |    |   |  |  |
| Exprimés                 | Exprimés             | Exprimés       | 957   | 95,13  |    |   |  |  |
| * Liste du maire sortant |                      |                |       |        |    |   |  |  |

### Saint-Chély-d'Apcher
- Maire sortant : Pierre Lafont (DVD)
- 27 sièges à pourvoir au conseil municipal (population légale 2011 : 4 255 habitants)
- 13 sièges à pourvoir au conseil communautaire (CC des Terres d'Apcher-Margeride-Aubrac)

| Tête de liste            | Tête de liste       | Liste          | Premier tour | Premier tour | Second tour | Second tour | Sièges | Sièges |
| Tête de liste            | Tête de liste       | Liste          | Voix         | %            | Voix        | %           | CM     | CC     |
| ------------------------ | ------------------- | -------------- | ------------ | ------------ | ----------- | ----------- | ------ | ------ |
|                          | Pierre Lafont *     | DVD            | 1 012        | 46,40        | 1 106       | 50,15       | 21     | 10     |
|                          | Joël Yoyotte-Landry | DVD            | 654          | 29,98        | 677         | 30,70       | 4      | 2      |
|                          | Christian Paran     | DVG            | 515          | 23,61        | 422         | 19,13       | 2      | 1      |
|                          |                     |                |              |              |             |             |        |        |
| Inscrits                 | Inscrits            | Inscrits       | 2 910        | 100,00       | 2 910       | 100,00      |        |        |
| Abstentions              | Abstentions         | Abstentions    | 631          | 21,68        | 640         | 21,99       |        |        |
| Votants                  | Votants             | Votants        | 2 279        | 78,32        | 2 270       | 78,01       |        |        |
| Blancs et nuls           | Blancs et nuls      | Blancs et nuls | 98           | 4,30         | 65          | 2,86        |        |        |
| Exprimés                 | Exprimés            | Exprimés       | 2 181        | 95,70        | 2 205       | 97,14       |        |        |
| * Liste du maire sortant |                     |                |              |              |             |             |        |        |